# Пелорус

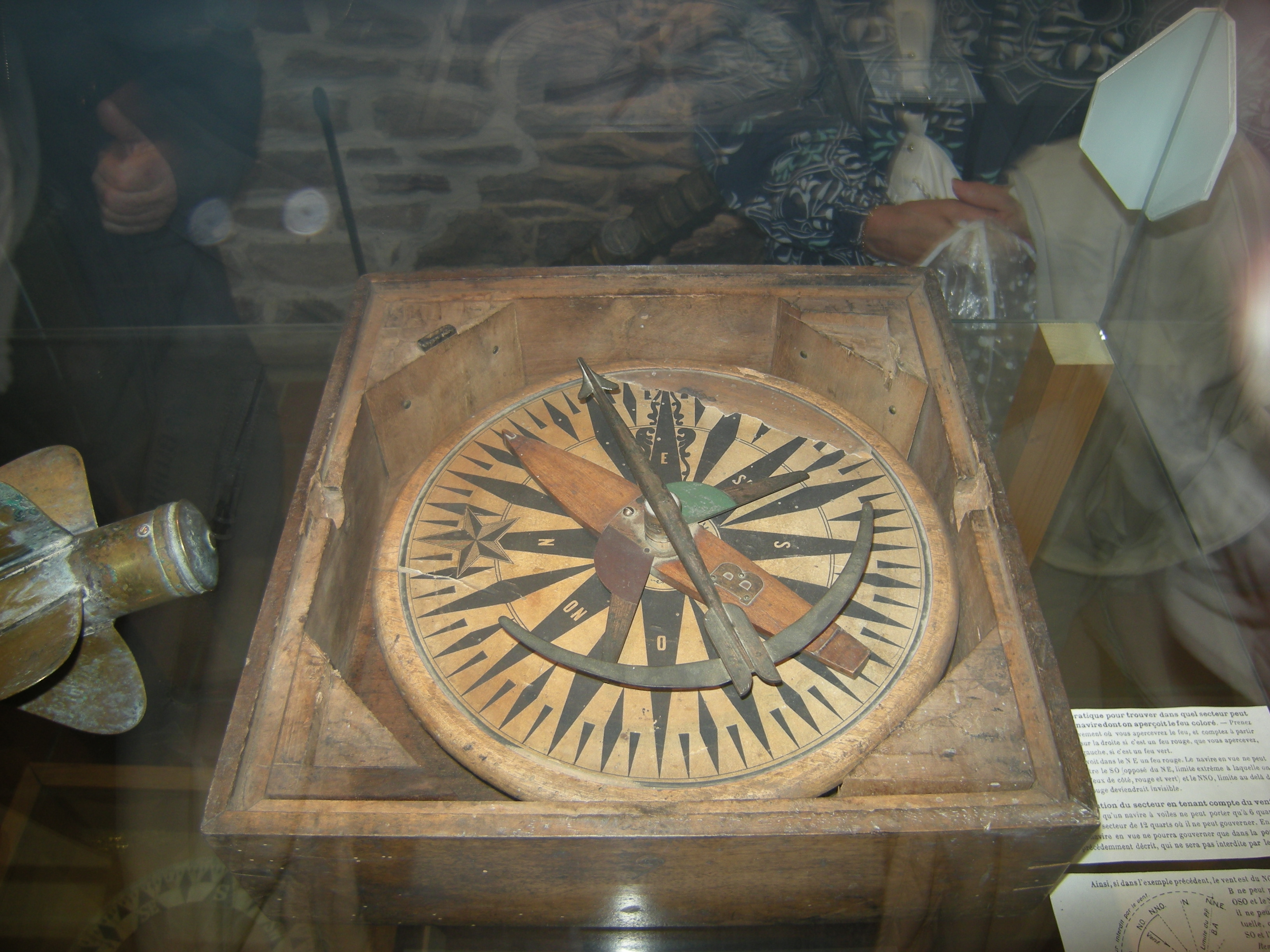
Пелорус времён парусных судов

Пелорус (лат. Pelorus, по имени кормчего, убитого Ганнибалом) — высокая колонка в виде металлической трубы, на которую в кардановом подвесе устанавливается репитер компаса судна.
Пелорус позволяет сделать независимым от изменений своего положения установленный на нём прибор. Кроме того, в пелорусе возможна предустановка различных настроек, позволяющих автоматически учитывать навигационные ошибки.
Пелорус или его аналог является обязательным элементом навигационного оборудования судна. Устанавливается на открытой палубе морских и речных судов. Обычно размещается на крыльях мостика и у постов управления рулём.